# Christopher Gadsden
Christopher Gadsden (Charleston, provincia de Carolina del Sur, 16 de febrero de 1724-Charleston, Carolina del Sur; 28 de agosto de 1805) fue el principal líder del movimiento independentista de Carolina del Sur durante la Revolución de las Trece Colonias contra el dominio británico. Como político, fue delegado en el Congreso Continental, embrión del poder legislativo estadounidense, y más tarde como vicegobernador de Carolina del Sur. Ejerció como general de brigada en el Ejército Continental durante la guerra de Independencia de los Estados Unidos. Diseñó la bandera que lleva su nombre, símbolo hoy de la corriente libertaria.

Bandera de Gadsden

## Biografía

### Primeros años
Nació en Charleston, Carolina del Sur, Estados Unidos el 16 de febrero de 1724, hijo de Thomas Gadsden, que había servido en la Marina Real británica antes de convertirse en recaudador de aduanas para el puerto de Charleston. Fue enviado a la escuela cerca de Bristol, Inglaterra. Regresó a América en 1740 y se desempeñó como aprendiz en una casa de conteo en Filadelfia, Pensilvania. Heredó una gran fortuna de sus padres que murieron en 1741. De 1745 a 1746 sirvió en un buque de guerra británico durante la Guerra del rey Jorge. Ingresó en empresas mercantiles, y en 1747 había ganado lo suficiente para regresar a Carolina del Sur y volver a comprar la tierra que su padre había vendido porque necesitaba el dinero para pagar las deudas. Construyó Beneventum Plantation House alrededor de 1750.

### Guerra de los siete años

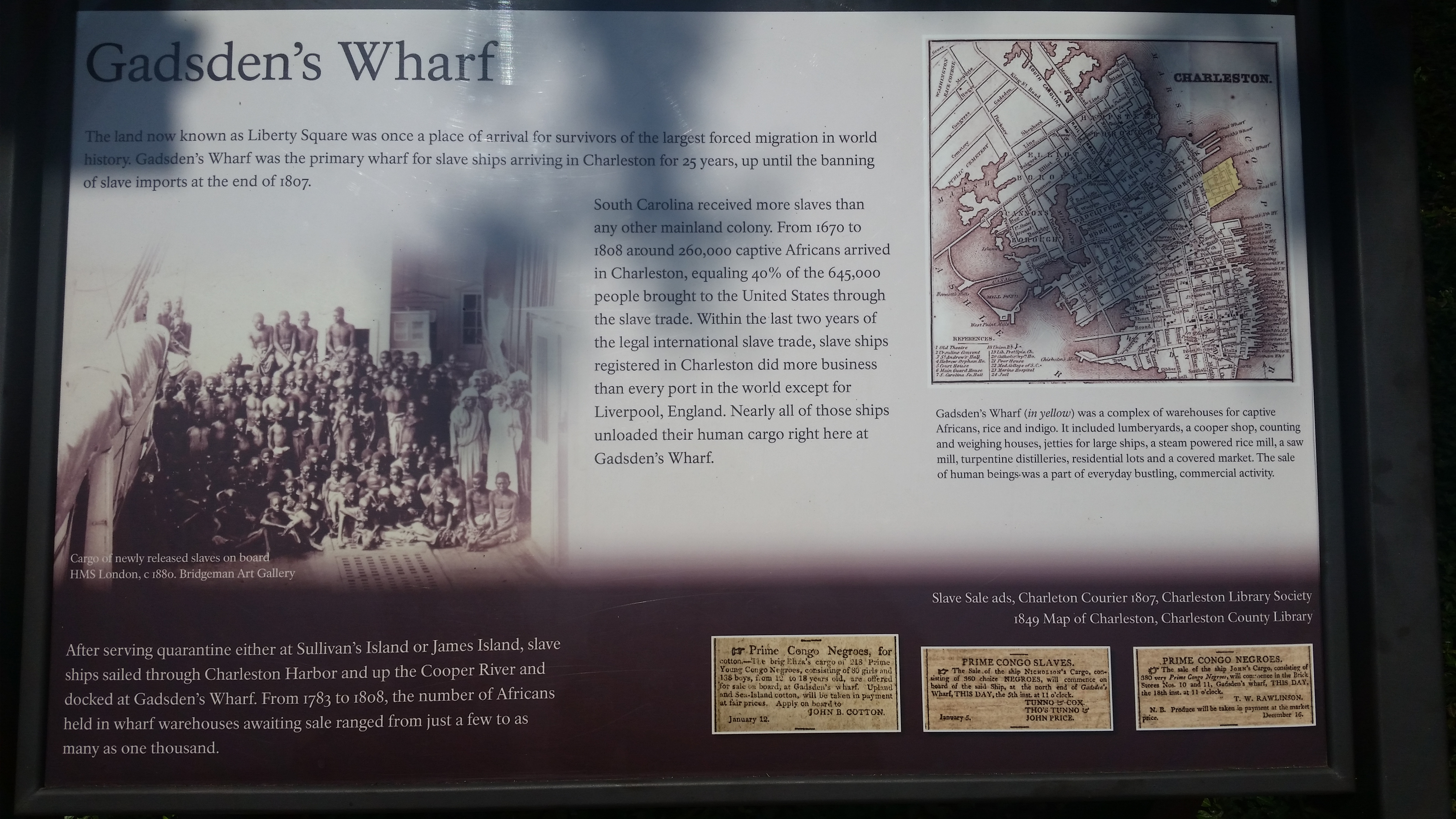
Servicio de Parques Nacionales que representa el muelle de Gadsden

Comenzó su ascenso a la fama como comerciante y patriota en Charleston. Prosperó como comerciante y construyó el muelle en Charleston que todavía lleva su nombre. Fue capitán de una compañía de la milicia durante una expedición de 1759 contra los Cheroqui. Fue elegido por primera vez a la Cámara de los Comunes del Reino Unido en 1757, y comenzó una larga fricción con los gobernadores reales autocráticos.
En 1766, la asamblea lo envió como delegado al Congreso de la Ley del sello en la ciudad de Nueva York, que fue convocado para protestar contra dicha ley. Mientras que sus colegas delegados Thomas Lynch y John Rutledge sirvieron en comités para redactar apelaciones ante la Cámara de los Lores y la Cámara de los Comunes del Reino Unido, respectivamente, Gadsden rechazó cualquier asignación de este tipo, ya que, en su opinión, el parlamento británico no tenía derechos en el asunto. Se erigió a sí mismo con un apoyo abierto a la Declaración de Derechos producida por el Congreso. Sus direcciones llamaron la atención de Samuel Adams de Massachusetts, y los dos comenzaron una larga correspondencia y amistad. Gadsden fue finalmente conocido como "El Sam Adams del Sur".

### Años revolucionarios
A su regreso de Nueva York, se convirtió en uno de los fundadores y líderes de los Hijos de la Libertad de Charleston. Había ascendido al rango de teniente coronel en la milicia. Fue elegido como delegado al Primer Congreso Continental en 1774 y al Segundo Congreso Continental al año siguiente. Abandonó el Congreso a principios de 1776 para asumir el mando del 1.er Regimiento de Carolina del Sur del Ejército Continental y servir en el Congreso Provincial de Carolina del Sur.
En febrero de 1776, el presidente de Carolina del Sur, John Rutledge, lo nombró brigadier general a cargo de las fuerzas militares del estado. Mientras los británicos se preparaban para atacar Charleston, el mayor general Charles Lee ordenó abandonar las posiciones periféricas. John Rutledge y los oficiales locales no estuvieron de acuerdo. Se llegó a un compromiso y cuando William Moultrie preparó las defensas en la Sullivan's Island, Gadsden contribuyó y su regimiento construyó un puente que les permitiría escapar si la posición se veía amenazada. El ataque británico fue rechazado. En 1778, fue miembro de la convención de Carolina del Sur que redactó una nueva constitución estatal. Ese mismo año fue nombrado teniente gobernador, para reemplazar a Henry Laurens, quien estuvo fuera en el Congreso Continental. Serviría en esa oficina hasta 1780. En realidad, durante el primer año y medio su oficina se llamó "Vicepresidencia de Carolina del Sur", pero cuando se adoptó la nueva constitución, el título cambió al uso moderno.
Cuando los británicos sitiaron Charleston en 1780, John Rutledge, como presidente del consejo, huyó a Carolina del Norte para garantizar un "gobierno en el exilio" en caso de que la ciudad cayera. Gadsden permaneció, junto con el gobernador Rawlins Lowndes. El general Benjamin Lincoln entregó la guarnición del Ejército Continental el 12 de mayo al general Sir Henry Clinton. Al mismo tiempo, Gadsden representó al gobierno civil y entregó la ciudad. Fue enviado en libertad condicional a su casa de Charleston.

### Prisionero de guerra
Después de que el general Sir Henry Clinton regresara a Nueva York, el nuevo comandante británico en el sur, el general Charles Cornwallis, cambió las reglas. En la mañana del 27 de agosto, arrestó a unos 20 de los funcionarios civiles que estaban en libertad condicional. Fueron llevados como prisioneros a un barco y llevados a San Agustín, Florida. Cuando llegaron, el gobernador Patrick Tonyn ofreció la libertad de la ciudad si le daban la libertad condicional. La mayoría aceptó, pero Gadsden se negó, alegando que los británicos ya habían violado una libertad condicional y que no podía dar su confianza a un sistema falso. Como resultado, pasó las siguientes 42 semanas en confinamiento solitario en una sala de prisión en la antigua fortaleza española del Castillo de San Marcos. Cuando finalmente fueron liberados en 1781, fueron enviados por barco mercante a Filadelfia. Una vez allí, Gadsden se enteró de la derrota del subordinado Banastre Tarleton de Charles Cornwallis en la Batalla de Cowpens y el posterior viaje de Cornwallis a Yorktown. Gadsden se apresuró a su casa para ayudar a la restauración del gobierno civil de Carolina del Sur.

### Vida posterior
Gadsden se reincorporó a la Cámara de Representantes de Carolina del Sur y se reunió en Jacksonboro. En esta sesión, el gobernador Randolph y el presidente de facto John Rutledge entregaron sus oficinas. Gadsden fue elegido como gobernador, pero sintió que tenía que declinar. Su salud todavía estaba deteriorada por su encarcelamiento y se necesitaba un gobernador activo ya que los británicos aún no habían renunciado a Charleston. Entonces, en 1782, John Mathews se convirtió en el nuevo gobernador. Gadsden también fue miembro de la convención estatal en 1788 y votó por la ratificación de la Constitución de los Estados Unidos.

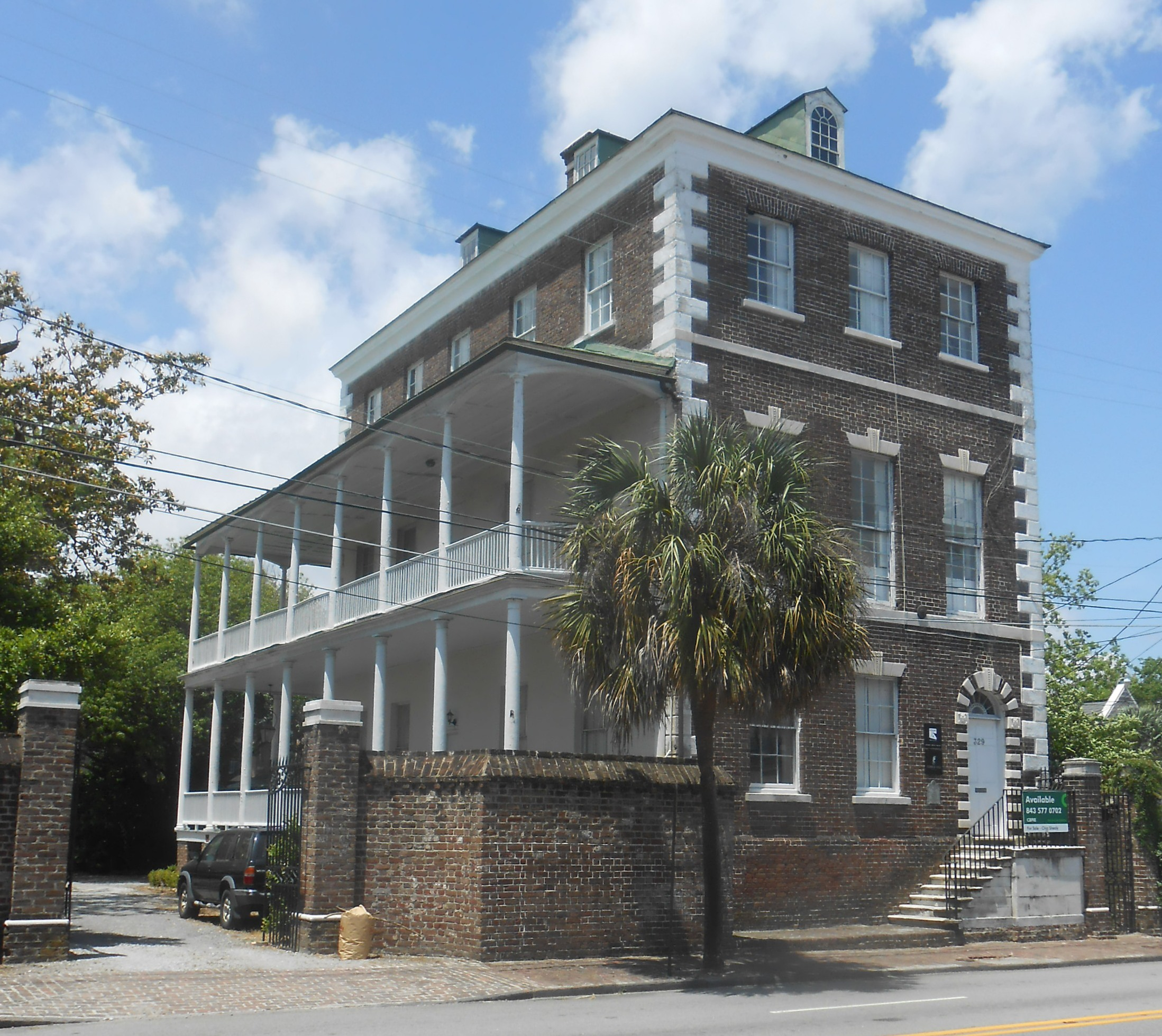
Casa de tres pisos en 329 East Bay Street en 1798.

En 1798, construyó la imponente casa en 329 East Bay Street en el área de Ansonborough de Charleston que perteneció a la familia durante más de un siglo. El famoso herrero, Philip Simmons, construyó las puertas que incorporan un motivo de serpiente, extraído de la bandera "Don't Tread on Me", que diseñó Gadsden.
Gadsden se casó tres veces y tuvo cuatro hijos con su segunda esposa. La Venta de La Mesilla de Arizona fue nombrada por su nieto James Gadsden. Otro nieto, Christopher Edwards Gadsden, fue el cuarto obispo de la Iglesia episcopal en los Estados Unidos de Carolina del Sur.
Gadsden murió de una caída accidental el 28 de agosto de 1805, en Charleston, y está enterrado allí, en el cementerio de San Felipe.